# Slag van Karari

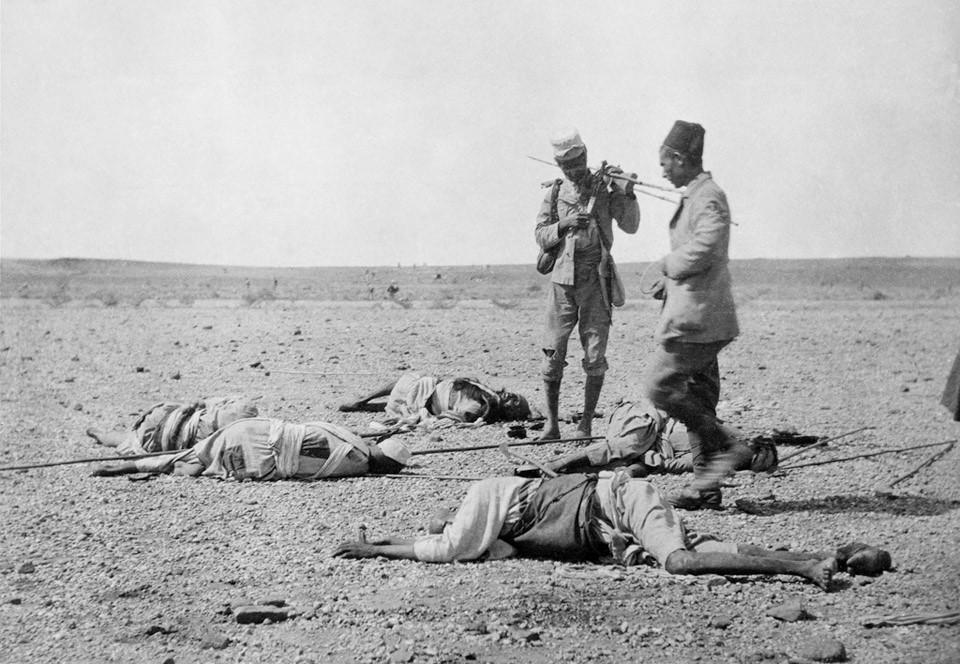
Omdurman, Egyptische soldaten op strooptocht, 2 September 1898

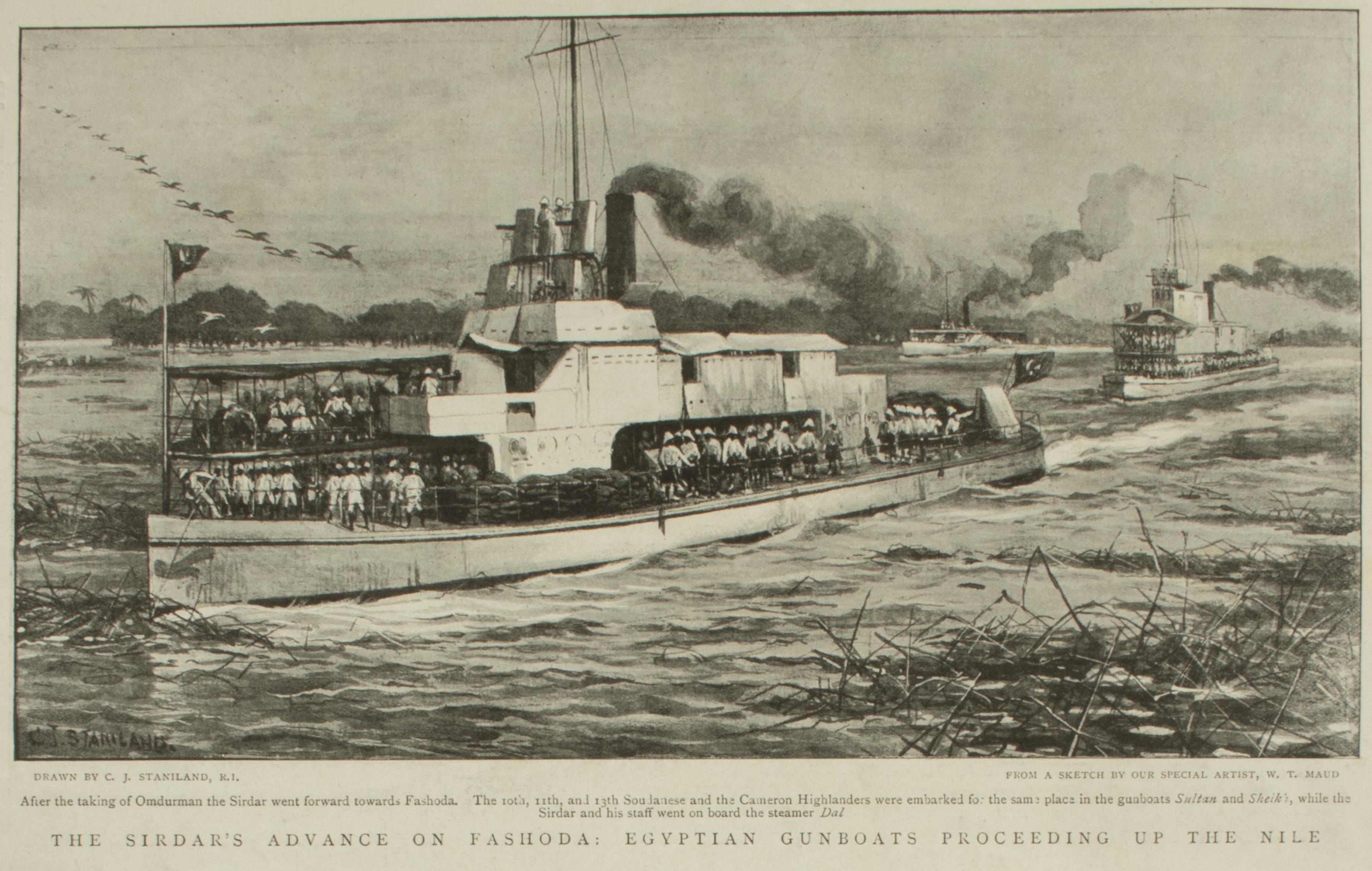
Oprukken naar Fashoda, Egyptische kanonnenkruiser met Egyptische en Britse soldaten op de Nijl bij Omdurman

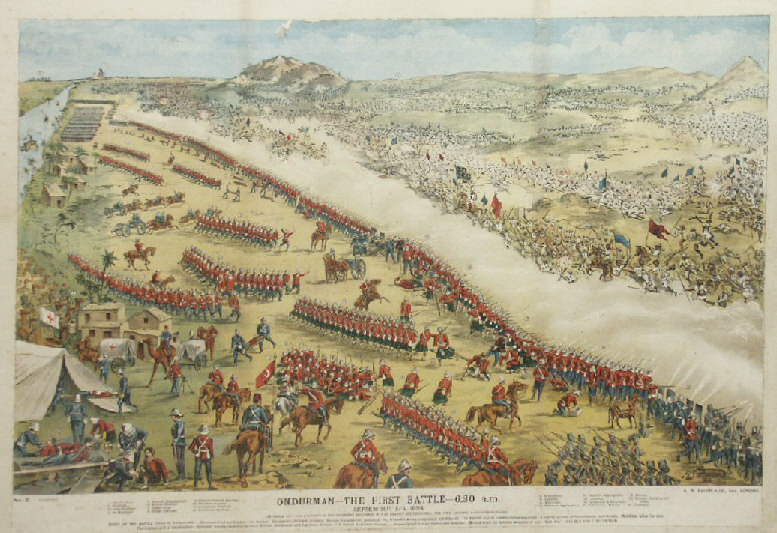
The Battle of Omdurman, 1898

De Slag van Karari, ook de Slag van Omdurman of Omdoerma, was een veldslag in Egypte tijdens de Mahdi-oorlog die plaatsvond op 2 september 1898 nabij Omdurman, waar legers van drie verschillende facties aan deelnamen: het Verenigd Koninkrijk, Egypte en de Mahdisten.
De bekendste ooggetuige en militaire deelnemer aan de slag, Winston Churchill, stelde in zijn boek The River War dat het eigenlijk meer een executie dan een veldslag was. Dat kwam door het technisch militaire overwicht van Engeland, dat het net nieuw uitgevonden automatische machinegeweer van uitvinder Hiram Maxim had aangekocht. Met 600 kogels per minuut werden daardoor binnen enkele uren bij de Mahdisten 9.700 man gedood en 12.000 gewond, tegenover 48 en 434 bij de Engelsen en Egyptenaren.

## Voorgeschiedenis
Tussen 1820 en 1874 werd Soedan door de Egyptenaren veroverd. Het Verenigd Koninkrijk had de ambitie in dezelfde streek met militair geweld grote grondgebieden te veroveren en stuurde een leger van ongeveer 50.000 man naar Egypte. Zo werd in 1882 Egypte de facto een Brits protectoraat en de Soedan kwam onder Brits bewind. Door de opkomst van de Mahdisten, volgelingen van de zelfverklaarde Mahdi Mohammed Ahmad ibn Abd Allah, was de feitelijke macht op veel plaatsen in handen van deze groepering.
Om dit inheemse verzet de kop in te drukken begonnen de Britten een militaire campagne, die aanvankelijk niet liep zoals gepland. De Britten werden enkele malen verslagen, met als meest beruchte episode de onthoofding van generaal Charles George Gordon bij Khartoem in 1885.
In 1898 gingen Egypte en het Verenigd Koninkrijk over tot een aanval op de stad Omdurman, om zo het hele Nijldal onder controle te krijgen.

## Slag bij Karari
Op 1 september 1898 bereikten het Britse en Egyptische leger de stad. Zij vestigden zich op de westelijke oever van de Nijl. Om nachtelijke aanvallen makkelijker te kunnen afslaan, stelde Kitchener zijn leger op in een halve cirkel, wat een zariba (versterkte nederzetting) creëerde, met de rivier in zijn rug. Hierdoor werd rugdekking verzorgd door de marine.

### Eerste fase
Op 2 september rukten de Mahdisten vroeg in de ochtend op naar de zariba. Tijdens deze stormloop werd duidelijk dat de superieure wapens van de Britten de doorslag in dit treffen zouden geven. De Mahdisten waren in aantal dan wel in de meerderheid, maar ze waren slechts gewapend met speren, musketten en andere oudere geweren met bovendien te weinig munitie. De Britten daarentegen beschikten over artillerie (80 vuurmonden), automatische machinegeweren en het nieuwe Lee-Enfield magazijngeweer. De artillerie begon de oprukkende Mahdisten vanaf zo'n 3.000 meter te beschieten, de machinegeweren vanaf ongeveer 1.500 meter en de infanterie vanaf zo'n 1.300 meter. De slachting onder de Mahdisten was enorm. Diegenen die de Britten tot op 200 of 300 meter naderden, overleefden het niet, laat staan dat Mahdisten de zariba bereikten. De enige Britse troepen die zich buiten de zariba bevonden (het kamelenkorps), moesten zich onder dekking van de marine terugtrekken om vernietiging te voorkomen.

### Tweede fase
Toen de stormloop was afgeslagen, besloot Kitchener op te rukken naar Omdurman. Hij wilde een guerrilla vermijden in een stad die zijn troepen onvoldoende kenden en waarvan de inwoners niet van plan waren enige welwillendheid aan de dag te leggen. Dit bleek dan toch een overhaaste beslissing daar de reservetroepen van de Mahdisten van goede kwaliteit bleken. Op dat ogenblik dreigde het tij te keren ten gunste van de Mahdisten. De linkerflank was door de stormloop op de stad onbeschermd gelaten en de Mahdisten vielen hier aan, maar de 27 Gatling-machinegeweren aan boord van de schepen decimeerden de aanstormende derwisjen. Na de terugtrekking van de Mahdisten was de stad onbeschermd en werd hier geen weerstand meer geboden. Naar de toepasselijke regels van de dichter Hilaire Belloc: "Whatever happens, we have got / the Maxim gun and they have not".

## Gevolgen
Hier werd duidelijk dat de materiële suprematie van het Westen veel meer waarde had dan gigantische legers die, door de dichte slagorde, uiterst kwetsbaar waren voor artillerie. De Britse droom om Oost-Afrika volledig onder controle te krijgen en een spoorlijn te kunnen aanleggen 'van Caïro tot Kaap de Goede Hoop', kwam door deze overwinning een stap dichterbij.